# Conirostrum cinereum
Conirostrum cinereum là một loài chim trong họ Thraupidae.

## Hình ảnh

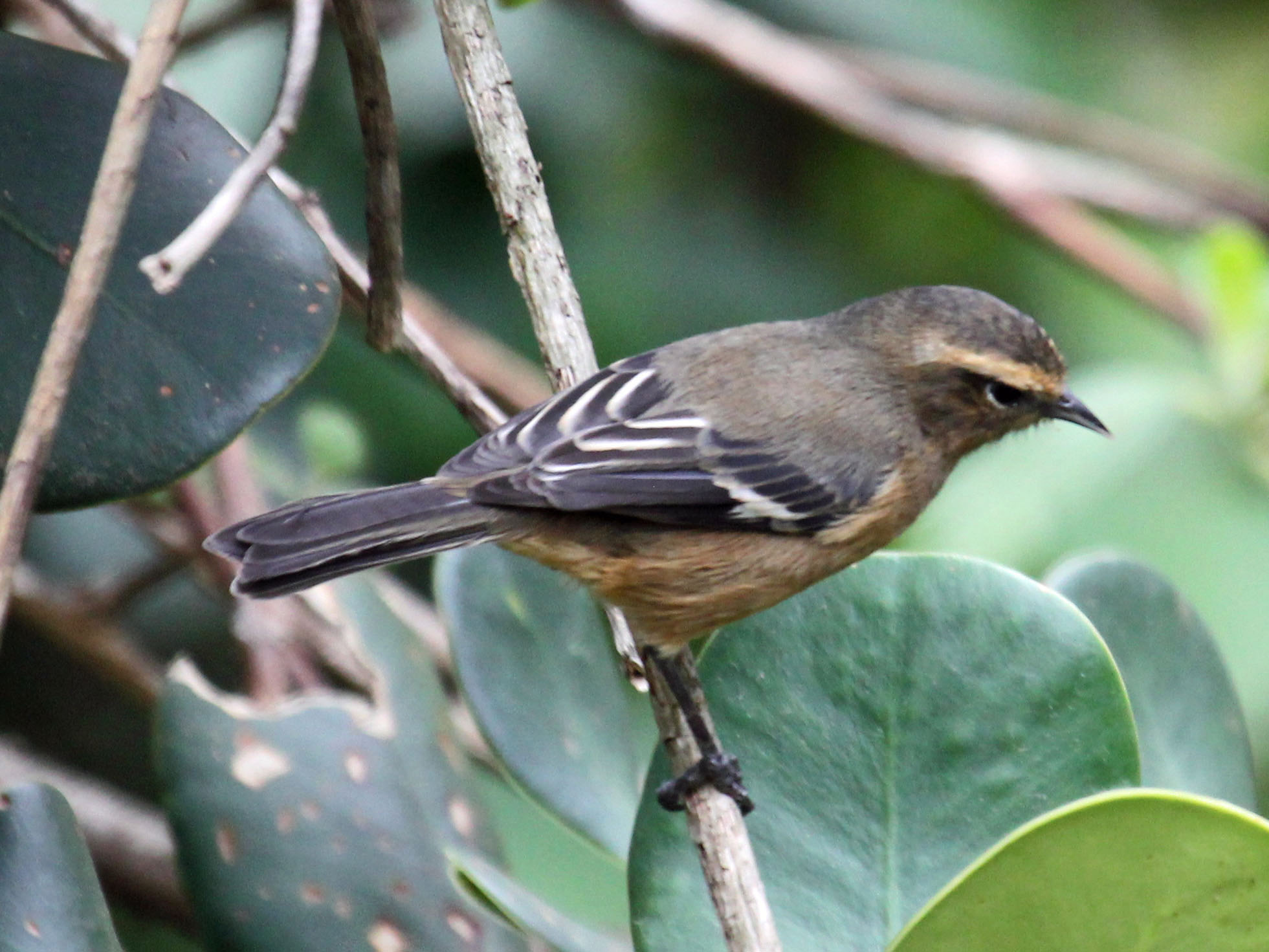
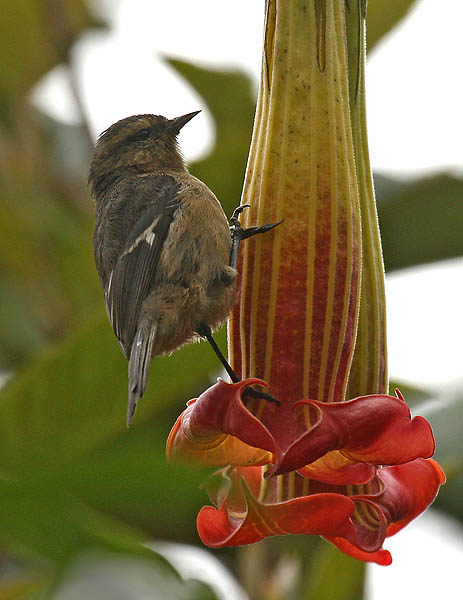